# Rabin Shrestha
Rabin Shrestha (ur. 17 maja 1991) – nepalski piłkarz występujący na pozycji obrońcy. Zawodnik klubu Nepal Police Club.

## Kariera klubowa
Shrestha karierę rozpoczynał w 2008 roku w zespole Nepal Police Club z Martyr's Memorial A Division League. Od tego czasu zdobył z nim 3 mistrzostwa Nepalu (2010, 2011, 2012).

## Kariera reprezentacyjna
W reprezentacji Nepalu Shrestha zadebiutował w 2008 roku.